# Technische Universität Liberec

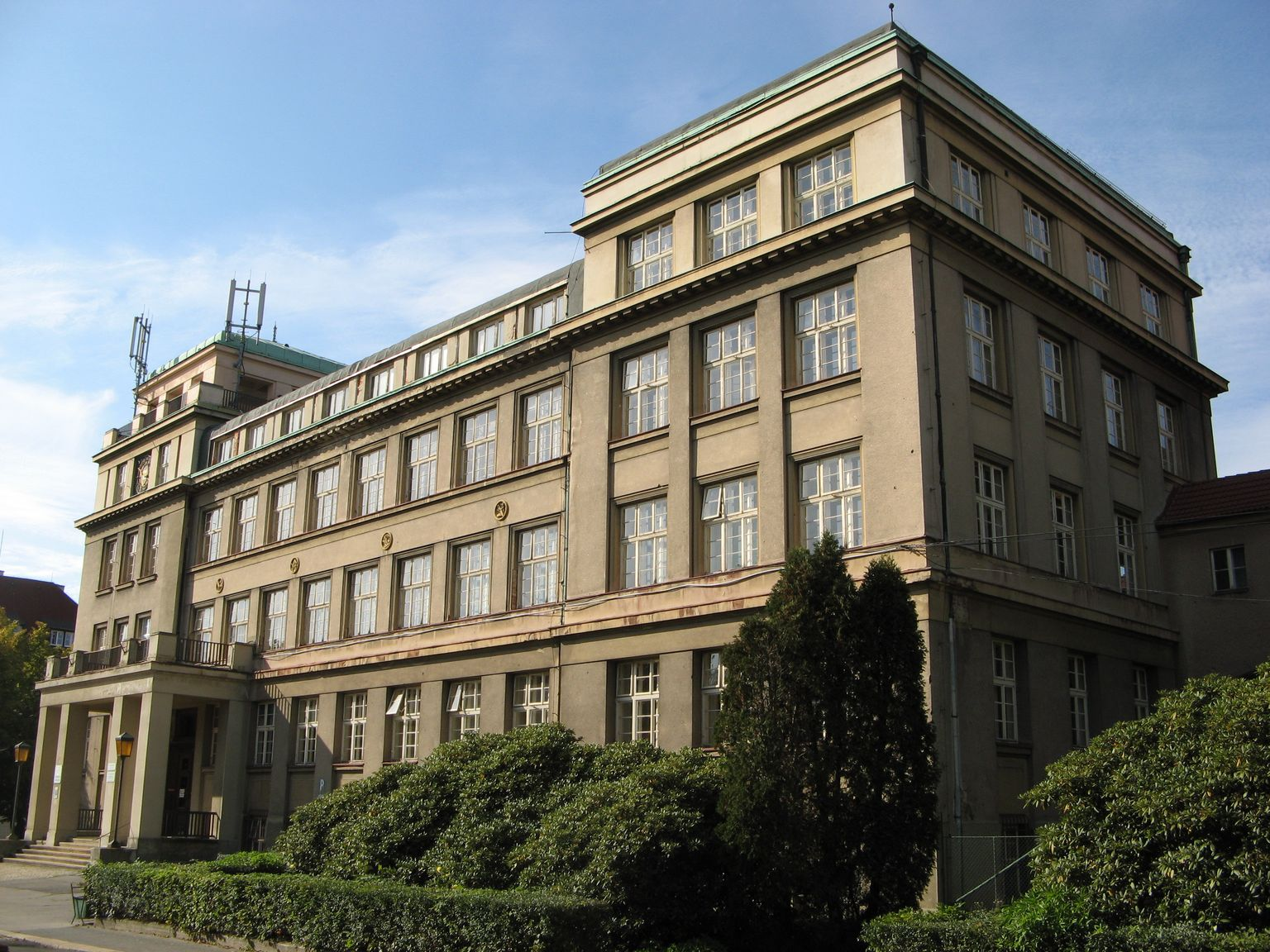
Fakultät für Textiltechnologie

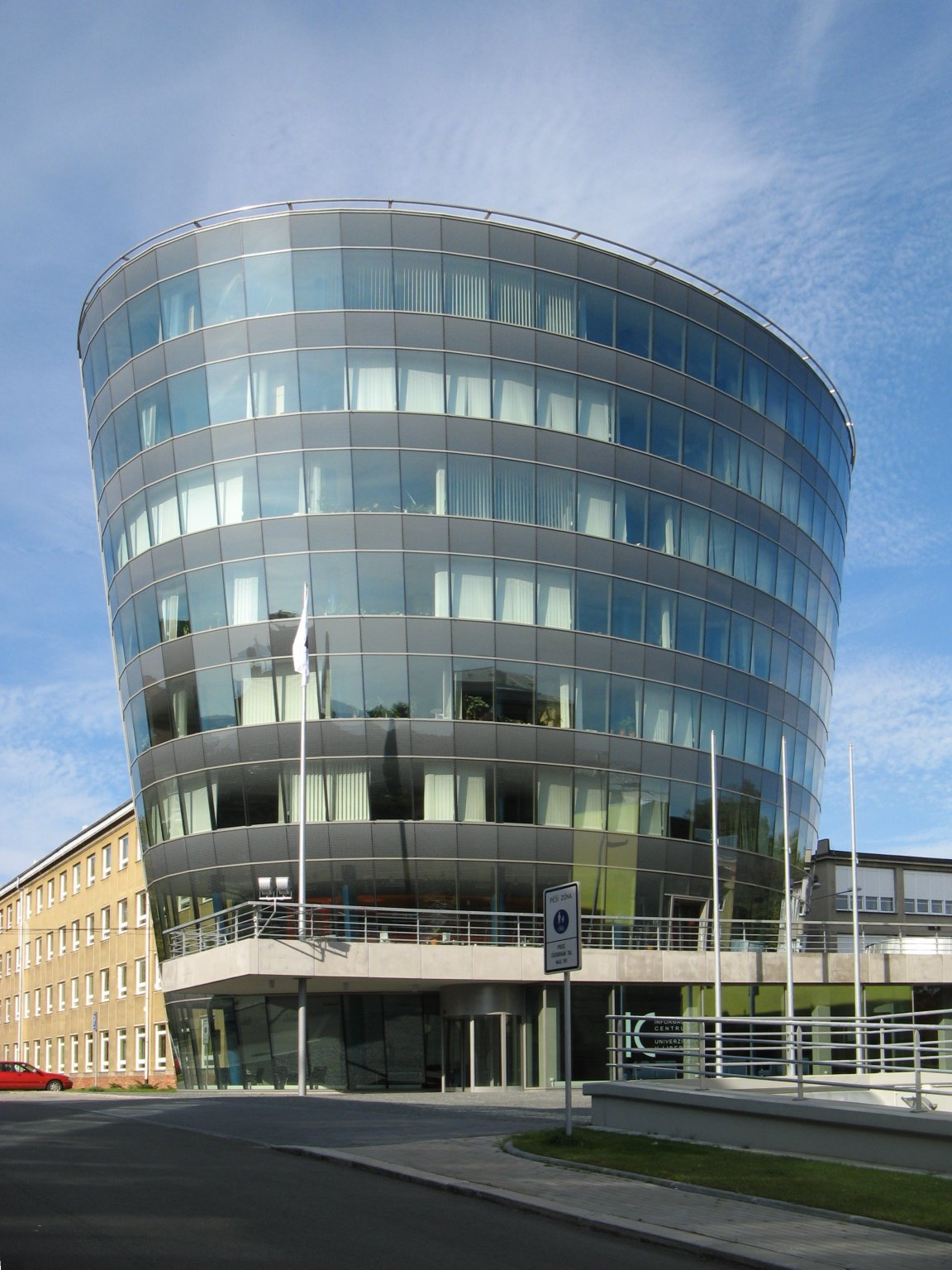
Rektorat und Verwaltungsgebäude

Die Technische Universität Liberec (tschechisch: Technická univerzita v Liberci) ist eine Technische Universität in der tschechischen Stadt Liberec (Reichenberg) mit etwa 9700 Studenten.

## Geschichte
Die Geschichte der Universität greift auf die 1953 in Liberec gegründete Hochschule für Maschinenbau zurück. Diese wurde 1960 in zwei Fakultäten geteilt (Maschinenbau und Textiltechnologie). Zwischen 1990 und 1995 wurden weitere vier Fakultäten errichtet und seit dem 1. Januar 1995 trägt die Hochschule die heutige Bezeichnung.
Mit der Hochschule Zittau/Görlitz und der Technischen Hochschule Breslau beteiligt sich die Universität an dem Netzwerk Neisse University und mit weiteren Hochschulen an dem Internationalen Hochschulinstitut Zittau. Außerdem ist sie Partnerhochschule der Hochschule Ansbach.

## Fakultäten und Institute
- Fakultät für Maschinenbau
- Fakultät für Textiltechnologie
- Fakultät für Kunst und Architektur
- Fakultät für Natur-, Geisteswissenschaften und Pädagogik
- Fakultät für Mechatronik, Informatik und Fachübergreifende Wissenschaften
- Fakultät für Wirtschaftswissenschaften

- Institut für Gesundheitswissenschaften
- Institut für Nanomaterialien, fortschrittliche Technologien und Innovation

## Liste bekannter Persönlichkeiten
- Rudolf Anděl, ehemaliger Hochschullehrer
- Miloš Raban, ehemaliger Dekan
- Bořek Šípek, ehemaliger Hochschullehrer